# Sainte-Marguerite-sur-Duclair
Sainte-Marguerite-sur-Duclair è un comune francese di 1 833 abitanti situato nel dipartimento della Senna Marittima nella regione della Normandia.

## Società

### Evoluzione demografica
Abitanti censiti